# Władysław Rusiński
Władysław Rusiński (ur. 24 marca 1911 w Nowej Wsi, zm. 17 sierpnia 1986 w Poznaniu) – polski historyk, badacz historii gospodarczo-społecznej Polski i powszechnej, do 1962 profesor Uniwersytetu im. Adama Mickiewicza w Poznaniu, rektor Wyższej Szkoły Ekonomicznej w Poznaniu (1962–1965) - z tą uczelnią związany od 1947)

## Życiorys
Absolwent historii na Uniwersytecie Poznańskim (1937) – promotor: prof. Jan Rutkowski. Robotnik przymusowy w Niemczech (1939–1945). Pierwszy redaktor „Rocznika Kaliskiego” (1968).
- 1939 – doktorat na Uniwersytecie Poznańskim (promotor: prof. Jan Rutkowski);
- 1949 – habilitacja na Uniwersytecie Poznańskim;
- 1954 – profesor nadzwyczajny;
- 1958 – profesor zwyczajny.

Jego uczniem był m.in. prof. Stanisław Nawrocki.
Zmarł 17 sierpnia 1986 w Poznaniu w wieku 75 lat i 22 sierpnia 1986 został pochowany na cmentarzu Junikowskim w Poznaniu.

## Publikacje
- Zarys historii gospodarczej powszechnej : czasy nowożytne i najnowsze (1500–1939);
- Zarys historii gospodarczej Polski na tle dziejów gospodarczych powszechnych;
- Rozwój gospodarczy ziem polskich w zarysie, Warszawa 1963;
- Kalisz : zarys dziejów, Poznań 1983;
- Życie codzienne w Kaliszu w dobie Oświecenia, Poznań 1998.
- Osady tzw. „Olędrów” w dawnym województwie poznańskim, Kraków 1947.